# Wu Yicheng
Wu Yicheng est un bandit chinois de Mandchourie actif dans les années 1930 et compagnon de Kong Xianrong et de Wang Delin. Celui-ci refusa de se soumettre aux Japonais durant l'invasion japonaise de la Mandchourie de 1931 et forma l'armée du salut national populaire de Chine et Wu devint un des commandants de cette armée de volontaires anti-japonaise.
Après que l'armée de Wang Delin se soit retirée du Mandchoukouo, Wu et d'autres ne fuirent pas et continuèrent le combat avec de petites unités de guérilla appelées shanlin. Survivre était difficile et certains retournèrent à leur ancienne vie de bandit, mais la plupart continuèrent de harceler les Japonais et les forces du Mandchoukouo pendant de nombreuses années. Wu Yicheng commanda une petite unité de partisans jusqu'en 1937.

## Sources
- The volunteer armies of northeast China